# جوبال ارلی
جوبال ارلی (انگلیسی: Jubal Early; ۳ نوامبر ۱۸۱۶ – ۲ مارس ۱۸۹۴) سیاست‌مدار اهل ایالات متحده آمریکا بود.